# Anopheles evansae
Anopheles evansae är en tvåvingeart som beskrevs av Juan Brèthes 1926. Anopheles evansae ingår i släktet Anopheles och familjen stickmyggor. Inga underarter finns listade i Catalogue of Life.